# Стосунки заради сексу
Стосунки заради сексу — тип взаємостосунків між партнерами, метою яких є регулярні або нерегулярні сексуальні контакти. Питання задоволення інших потреб у вищевказаних стосунках не є ключовими.
Стосунки заради сексу варто відрізняти від відкритих любовних відносин, оскільки в останніх глибокі емоційні зв'язки між партнерами (навіть якщо вони є) не є головним чинником. Також не слід плутати з сексом на одну ніч, оскільки стосунки заради сексу тривають протягом тривалого часу. Англійське трактування терміна «на одну ніч» (англ. casual sex) містить і секс на одну ніч, і побутову проституцію.
Такі відносини можуть бути частиною дружніх відносин (так звані друзі з привілеями (англ. friends with benefits)).
У цілому, суто сексуальні стосунки можуть переростати й в інші форми відносин.

## Правовий статус
Законність сексу поза шлюбом і проституції варіюється в усьому світі. У деяких країнах існують закони, які забороняють або обмежують випадковий секс. У деяких ісламських країнах, таких як Саудівська Аравія, Пакистан, Афганістан, Іран, Кувейт, Мальдіви, Марокко,Оман, Мавританія, ОАЕ, Судан і Ємен, будь-яка форма сексуальної активності поза шлюбом є незаконною.